# 貝瑟尼 (內布拉斯加州)
貝瑟尼（英語：Bethany）是位於美國內布拉斯加州蘭開斯特縣的非建制地區。

## 歷史
貝瑟尼的郵局於1890年設立，其後於1927年停運。

## 地理
貝瑟尼所處的海拔為高於海平面373米（即1224英呎），而該地所採用的時區為UTC-6，即北美中部时区（CST）。同時該地設有夏令時間，為UTC-6調快一小時，即UTC-5（CDT）。